# جبل غوانين (دونغقوان)
جبل غوانيين (بالصينية: 观音山) هو جبل يبلغ ارتفاعه 488 مترًا (1601 قدمًا) على حدود دونغ غوان وشنجن في بلدة زانغموتو في دونغ غوان بمقاطعة قوانغدونغ جنوب الصين. في 28 ديسمبر 2009، تم تصنيفه كموقع سياحي بمستوى (4 أ) من قبل إدارة السياحة الوطنية. تمت إضافته إلى قائمة المنظمة التعاونية الدولية للسلامة البيئية التابعة للأمم المتحدة للأساس النموذجي للسفر الإيكولوجي الدولي في الصين في أكتوبر 2006. بُنيت في عام 2000 حديقة وطنية في الموقع.

## وصلات خارجية
- (بالصينية)